# Maytenus cassinoides
Maytenus cassinoides är en benvedsväxtart som först beskrevs av Jean Louis Marie Poiret, och fick sitt nu gällande namn av Ignatz Urban. Maytenus cassinoides ingår i släktet Maytenus och familjen Celastraceae. Inga underarter finns listade.